# Above Suspicion (film, 2019)
Pour les articles homonymes, voir Above Suspicion.
Pour plus de détails, voir Fiche technique et Distribution.
Above Suspicion (Suspecte au Québec) est un film américain réalisé par Phillip Noyce et sorti en 2019. Il s'agit d'une adaptation du livre de non-fiction du même nom de Joe Sharkey, publié en 1993.

## Synopsis
En 1988, Mark Putnam, agent intégré depuis deux semaines au FBI et depuis peu père de famille, est nommé à Pikeville, une petite ville de l'ouest du Kentucky. Les affaires qu'il traite avec la police locale l'amènent à rencontrer Susan « Susie » Smith, une jeune mère de famille marginale et droguée. Susan, dans son milieu, est mêlée à plusieurs affaires illégales, pour lesquelles elle devient l'indicatrice de Mark, moyennant les fonds importants que le FBI consacre alors à la rémunération de ses informateurs.
Susie, qui continue à partager le toit d'un ex-mari violent et de ses comparses, est immédiatement attirée par Mark. Celui-ci lui résiste un temps avant de lui succomber. Sa double vie semble fonctionner un temps pour le bonheur de sa maîtresse, de sa femme et le sien propre, d'autant que Susie lui livre sur un plateau une importante affaire de drogue. Mais, aussi accro à sa relation avec Mark qu'à la drogue, elle évente son action auprès des trafiquants quand elle se sent délaissée par son amant.
Elle sombre alors de plus en plus, ballottée entre ses anciens compagnons, son rôle d'informatrice, sa passion pour Mark. Nommé à une autre affectation, celui-ci tente d'en profiter pour couper les ponts, mais Susie, qui se dit enceinte de lui, le harcèle, ainsi que son épouse elle-même enceinte à la même époque. Leur relation toxique finira mal.

## Fiche technique
Sauf indication contraire, les informations mentionnées dans cette section peuvent être confirmées par la base de données cinématographiques IMDb,  présente dans la section « Liens externes ».
- Titre français (VOD) : Suspicions
- Titre original : Above Suspicion
- Réalisation : Phillip Noyce
- Scénario : Chris Gerolmo
- Direction artistique : Gregory S. Hooper
- Décors : Linda Lee Sutton
- Costumes : Nancy Collini
- Maquillage : Jodi Byrne
- Photographie : Elliot Davis
- Montage : Martin Nicholson
- Musique : Dickon Hinchliffe
- Production : Colleen Camp Productions
- Budget de production : N/A
- Pays d'origine :  États-Unis
- Langues : anglais
- Format : Couleurs - 2,35:1 - DTS / Dolby Digital - 35 mm
- Genre : thriller, drame
- Durée : 100 minutes
- Dates de sorties :
  - Émirats arabes unis : 20 juin 2019
  - États-Unis : 7 mai 2021
  - France : 1er juillet 2020 en VOD[1]

## Distribution
Sauf indication contraire, les informations mentionnées dans cette section peuvent être confirmées par la base de données cinématographiques IMDb,  présente dans la section « Liens externes ».
- Emilia Clarke : Susan Smith
- Jack Huston : Mark Putnam
- Thora Birch : Jolene
- Johnny Knoxville (VFB : Christophe Hespel) : Cash
- Brian Lee Franklin : Rufus
- Luke Spencer Roberts : Bones
- Sophie Lowe : Kathy Putnam, épouse de Mark
- Kevin Dunn : Bob Singer
- Chris Mulkey : Todd Eason
- Omar Benson Miller : Denver Rhodes
- Brittany O'Grady (en) : Georgia Beale
- Joshua Jewell : un gent du FBI

## Autour du film
Le livre de Joe Sharkey, que le film adapte, retrace l'histoire vraie de l'agent du FBI Mark Putnam et de Susan Smith : Joe Sharkey a travaillé pour The New York Times, The Wall Street Journal ou The Philadelphia Inquirer, avant de devenir auteur d'ouvrages documentés sur des affaires criminelles. Il a de plus travaillé comme consultant sur le film.
Le film est donc aussi fidèle qu'il se peut aux faits et au livre. Il s'achève d'ailleurs sur la retransmission d'une interview de Mark Putnam, livrée à la sortie des dix années de prison effectuées pour le meurtre de Susan Smith, commis lors d'une dispute violente entre les amants. Son effet de réalité est renforcé par le fait que les acteurs principaux sont, relativement, peu connus.
« Si le bon journalisme joue un rôle de service public, alors Above Suspicion y tient une bonne place. C'est un bon travail de reportage, et tout est vrai », dit Joe Sharkey de son œuvre, qui souligne que Mark Putnam et sa femme Kathy (depuis décédée), ont coopéré à son travail.